# اسمیت چو
اسمیت چو (انگلیسی: Smith Cho؛ زادهٔ ۱ ژانویه ۲۰۰۰) یک هنرپیشه اهل ایالات متحده آمریکا است.
از فیلم‌ها یا مجموعه‌های تلویزیونی که وی در آن‌ها نقش داشته‌است می‌توان به نایت رایدر اشاره نمود.